# 轻博客
轻博客是一种介于博客和微博之间的网络服务，是一个为用户提供生成内容、表达自己的平台。轻博客的“轻”主要体现在两个方面：一是技术上，它采用更轻巧的结构，使页面的响应速度更快；二是内容上，通过内容分类使得内容发布更加容易。
最早的轻微博Tumblr成立于2007年。2011年4月6日，孙晨将轻博客引入中国，创立宽岛网，同年，盛大的推他公测；7月18日，新浪Qing公测；7月21日，人人网人人小站公测；8月8日，凤凰快博公测；同月，网易LOFTER上线。 2012年8月，百度空间改版成为轻博客。
2015年6月30日，新浪Qing博客宣布关闭，内容迁移至新浪博客。　2012年8月14日，盛大的推他域名停止解析，宣告关闭。2013年10月1日，凤凰网宣布关闭凤凰快博。